# 必殺仕置人
『必殺仕置人』（ひっさつしおきにん）は1973年4月21日から10月13日まで、毎週土曜日 22:00 - 22:55に、朝日放送と松竹（京都映画撮影所、現・松竹撮影所）の共同製作で、TBSテレビ系（後年とはネットワーク編成が異なる）で放送された時代劇。全26話。主演は山﨑努。

## 概要
必殺シリーズの第2作で、中村主水シリーズの第1作である。
本作は前作『必殺仕掛人』（及び原作の『仕掛人・藤枝梅安』）の設定を踏まえつつも原作を持たないオリジナルでシナリオ展開や登場人物の配置など、以後の必殺シリーズの原型となっている。同シリーズの顔となる中村主水が初登場した作品だが、本作品における中心人物は念仏の鉄で、主水が登場しない回がある。
本作は『必殺仕掛人』と異なり、元締は存在せず、自らを仕置人と称するメンバーの合議の上で依頼を受けた弱者の晴らせぬ恨みを晴らす。元来「仕置人」という裏稼業があった訳ではなく、主人公たちがある事件をきっかけに結成したもので、主人公たち以外の仕置人は登場しない。その為、プロの暗殺者という意識が薄く、第3話では奉行所に気取られ、鉄と錠が捕まってしまった。
「仕置」は他のシリーズとは異なり、殺害よりも悪人への制裁に重きが置かれており、必ずしも悪人を殺すとは限らなかった（褌一丁で放り出した後に川に落とす、半殺しにして自身の子分に下剋上される、正解の紐を切れば助かる首吊りの紐を複数から選ばせる、首を曲げ喋れないようにする、出家させ斬殺した人の供養をさせる、人足として囚人に混ぜ送り出す、女の命である黒髪を切るなど）。殺すとしても単純に殺すのではなく、被害者の痛みや苦しみを味わわせる為、むごたらしく殺すということがあった。
例外は鉄鎖つき分銅を使う鬼目明しで、私腹を肥やさず女色も貪らず、大店押込みの下手人を冤罪でないかと疑い、最終的には仕置前に真犯人の女房に自腹を切ってまで亭主に自首させており絶対悪とは言い難い。仕置人総掛かりでやっと仕留めるが、最期は主水に笑いかけて絶命している。また、他のシリーズのように標的があっさりと殺られず、短筒（直参奥方）、怪力（用心棒）、手裏剣と小刀投げ（大名家老）などで仕置人や依頼人に反撃して死ぬ悪役も目立つ。
シリーズの原型となった部分はベテラン俳優（主人公）、二枚目俳優（正義漢に溢れる青年役）、殺しには参加しないサポート役（姉御肌、勝気な性格の女性。三枚目俳優）などの人物配置の継承が挙げられる。本作の主演俳優たちはその後も必殺シリーズに関わることが多く、同名の役に限らず出演した。後にシリーズの名物となっていく殺しのシーンの映像における特殊演出効果を使用した先駆けであり、病院のレントゲン撮影を用いた念仏の鉄の「骨外し」は視聴者の話題を呼んだ。
本作の人気を受けて、主水は次作『助け人走る』のゲスト出演を経て、『暗闇仕留人』におきん、半次と共に再登場した。本作の放映後に鉄と主水を再登場させた第10作『新・必殺仕置人』を制作した。

### ストーリー
江戸の町の一角に泥棒長屋とも称される、お上もお手上げの無法地帯「観音長屋」があった。この長屋には骨接ぎを営む念仏の鉄。棺桶屋を営む青年　棺桶の錠。女掏摸（スリ）の鉄砲玉のおきん、瓦版屋を営む、おひろめの半次が住んでいた。
ある日、江戸を騒がせた盗賊の首領「闇の御前」を名乗る無宿入墨 長次郎が処刑された。しばらくして、錠はヤクザに追われていた娘のお咲を助ける。お咲が言うには処刑された闇の御前の首は父の松造だったという。話を聞いた鉄たちは何者かが替え玉を行い、無関係の松造を処刑させたと考え、顔馴染みで世間では昼行灯と評される北町奉行所 定町廻り同心の中村主水にこのことを話す。
鉄と錠の話から「裏」を感じ取った主水は北町奉行所の牢名主で江戸暗黒街の大物である、天神の小六に協力を求める。小六の協力を得た主水は本当の闇の御前が廻船問屋の浜田屋庄兵衛だということ、北町奉行の牧野備中守が一連の黒幕であることを突き留めた。
奉行の不正を知った主水は鉄、錠、おきん、半次らと結託。お咲の恨みを晴らすべく、奉行とその一味を仕置する。
父の恨みを晴らした お咲は岡場所で身を売り、身請代である三十両の大金を鉄たちに託した。半次からお咲が身を売ったと聞いて呆然する錠は彼女を必死で探すも既に遅く、お咲は耳元に残るユンタを支えに女郎へと変わり果てていった。
当初は仕置料の受領を拒絶していた錠だったが、「お上の目こぼす悪は誰かが仕置する必要があり、それは自分たち ”ろくでなし”でなければ出来ない」と説く主水に得心して自分の取り分を懐に入れた。
ここに金を貰い、弱者の晴らせぬ恨みを晴らす裏稼業「仕置人」を開業した鉄たちは世にはびこる悪を裁く闇の処刑人として、弱い庶民を苦しめる悪党たちを次々と仕置していく。

## 登場人物

### 仕置人
中村主水以外は観音長屋に住んでいる。
念仏の鉄
演 - 山﨑努
骨接ぎ師。元僧侶であることから「念仏」と仇名されている。
豪快で乱暴な性格をした享楽主義者かつ無類の女好きで、女犯の罪で佐渡へ島流しにされた。佐渡金山の見習い同心だった主水とはこの頃からの知り合いである。
棺桶の錠
演 - 沖雅也
棺桶屋。琉球出身の若者で、仲間からは「棺桶」と呼ばれている。
鉄とは対照的にストイックな性格で女遊びには目もくれず、棺桶作りに黙々と精を出す。
情が深い正義漢で、ドライな性格の鉄や世を達観した風のある主水とは折りに付け衝突することが多い。
仕置人が結成される きっかけは彼が持ち前の正義漢から関わった事件が発端だった。
鉄砲玉のおきん
演 - 野川由美子
女掏摸（スリ）で、仕置人の密偵。
半次と共に、情報収集と仕置のサポートを行う。面倒見の良い姉御肌の性格で友人を死に追いやった敵討ちとして、大奥の女性の髪を切り落とした他(第10話)、錠の敵討ちとして十両を出したことがあった。
基本的に殺しは行わないが、最終話では例外的に強酸性の薬品と思われる液体を使った仕置を行った。
おひろめの半次
演 - 津坂匡章（現・秋野太作）
瓦版屋で、仕置人の密偵。
陽気でお調子者だが、おきんと共に情報収集と仕置きのサポートを行う。仲間からは「半公（はんこう）」と呼ばれる。
中村主水
演 - 藤田まこと
北町奉行所の定町廻り同心。
普段は昼行灯を装っているが実際には頭の切れる策士で剣の腕が立つ。前述の経緯から、仕置人を結成する。
仲間からは「八丁堀」と呼ばれ、仕置人グループの参謀役を担う。

### 中村家
中村せん演 - 菅井きん
主水の姑。何かに付け、中村家の名を口にして婿養子の主水をいびる。
中村りつ演 - 白木万理
主水の妻。せんとともに婿養子の主水をいびる。

### その他
天神の小六
演 - 高松英郎
北町奉行所の牢名主だが、実は江戸暗黒街を仕切る大物で身の安全のために入牢している。牢番も当然ながら手懐けている。主水の要請などにより、牢を出て娑婆を楽しむなど、必要とあれば自由に外に出ることがあった。初登場時は牢内で茶の湯を嗜むなど数奇者である。
状況や人物の判断に優れ、一般には昼行灯とされている主水の資質を見抜き、彼に一目置いている。仕置人に手を貸すことがあり（第1話）、逆に頼ることがあった（第23話）。第3話で主水の裏切りを疑う鉄や錠に注意を促して、敵の目論見を見抜いている。第23話では鉄の技を真似て、悪人の首をひねって折る殺し技を見せた。
登場は全26話中、6話のみでレギュラーとは呼びがたいが、エンディング ナレーション時の映像と主題歌『やがて愛の日が』のEPジャケット。放送当時の番宣ポスター、新聞雑誌の番宣広告等では鉄たちと同等の扱いを受けている。
お島
演 - 三島ゆり子
おきんの友人で、観音長屋に住む通い女郎。武州川越出身。第6話では川越から出てきた父の茂助と妹のおしずを辻斬り大名に殺され、仕置料捻出のために年季奉公を十年延長した。
同心 田口
演 - 生井健夫 
主水の同僚。
同心
演 - 森章二 
主水の同僚。第14話は田口と表記。第8話などでも、主水から田口と呼ばれている。
ナレーション
新番組予告、オープニング、エンディング - 芥川隆行
作 - 早坂暁要出典
次回予告 - 野島一郎要出典

### ゲスト
第1話 「いのちを売ってさらし首」
- 浜田屋庄兵衛 / 松造（二役） - 大滝秀治
- お咲 - 今出川西紀
- 北町奉行 牧野備中守 - 菅貫太郎
- 北町与力 的場弥平次 - 近藤宏
- 嘉助 - 黛康太郎
- 与吉 - 新屋隆弘
- 孫八 - 成田幸雄

第2話 「牢屋でのこす血のねがい」
- おしん - 原良子
- 雑穀商差配総元締 山城屋藤兵衛 - 松下達夫
- 用心棒 佐々木主膳 - 宮口二郎
- 北町与力 高坂多聞 - 唐沢民賢
- 雑穀問屋元締 近江屋市次郎 - 入江慎也
- 河津 - 出水憲司
- 和泉屋大番頭 要助 - 北原将光
- とや豆腐 親爺 - 日高久
- 宮崎 - 滝譲二
- 七兵衛 - 暁新太郎
- 芸者 - 松本荷葉
- 浪人 - 丸尾好弘

第3話 「はみだし者に情なし」
- 同心 島本 - 入川保則
- 亀吉 - 常田富士男
- 熊さん - 茶川一郎
- 医師 道安 - 山本耕一
- 蝋燭問屋 三國屋 - 谷口完
- 目明しの六蔵 - 神戸瓢介
- 高坂多聞 - 唐沢民賢（2回目）
- おせき - 時美沙
- 紀州藩家老 小笠原頼母 - 溝田繁
- 囚人 - 松田明
- 人形風の役者 - 嵐冠十郎
- 湯屋の親爺 - 乃木年雄
- おりん - 松尾久子
- 牢番 - 高畑喜三
- 目明しの文蔵 - 笹吾朗

第4話 「人間のクズやお払い」
- 聖天の政五郎 - 黒沢年男
- 弥七／手裏剣の喜多郎 - 林隆三
- お仲 - 伊藤栄子
- 留造 - 江幡高志
- 粂吉 - 山本一郎
- 武助 - 五味龍太郎
- 猪太郎 - 内田勝正
- 吉五郎 - 杉山昌三九
- 文蔵 - 玉生司朗
- 老婆 - 三田一枝
- 牢番 - 藤川準
- やくざ - 森内一夫
- 市助 - 黛康太郎
- 長次 - 西崎健
- 仁造 - 吉田聖一

第5話 「仏の首にナワかけろ」
- 芋屋 安蔵 - 山田吾一
- お春 - 藤田弓子
- 徳次郎 - 永田光男
- お米 - 吉川雅恵
- 黒達磨の大八 - 遠藤辰雄
- 佐平 - 美樹博
- 三下 - 古川ロック
- 三下 - 大橋壮多
- 三下 - 馬場勝美
- 三下 - 安藤仁一郎
- 女郎 - 正司照江
- 宿直の侍 - 花岡英樹

第6話 「塀に書かれた恨み文字」
- 守山藩主 松平右京大夫忠則 - 中尾彬
- 御徒組 斎藤市蔵 - 佐々木功
- 江戸家老 北上帯刀 - 鈴木瑞穂
- 御徒組 新田内膳 - 大村文武
- 御徒組 戸浦多三郎 - 千葉敏郎
- 囚人 - 瀧義郎
- 囚人 - 徳田実
- 山野 - 島田茂
- 茂助 - 寺島雄作
- おしず - なかつかかずよ
- おいと - 酒井靖乃
- 源次郎 - 比嘉辰也

第7話 「閉じたまなこに深い渕」
- 清原検校(弁蔵) - 神田隆
- 政五郎 - 亀石征一郎
- お糸 - 柴田未保子
- 東一郎 - 大竹修造
- お菊 - 志乃原良子
- 手代 多助 - 水上保広
- 伝兵衛 - 山村弘三
- 北町奉行 - 酒井哲
- お波 - 糸村昌子
- 手代 竹次 - 池沢道春
- 母親 - 八代郷子
- 男の子 - 坂本高章
- 門番 - 渡辺憲吾

第8話 「力をかわす露の草」
- 安房守の正室 ぬい - 安田道代
- 若年寄 内藤安房守直忠 - 柳生博
- 用心棒 雲衛門 - 大前均
- おみつ - 丘夏子
- 志乃 - 和田恵利子
- お仙 - 香月京子
- 佐助 - 池田忠夫
- 土屋 - 北原将光
- 老女 - 新海なつ
- 侍 - 暁新太郎
- 芸者 - 内田真江
- おみつの父親 - 堀内一市（ノンクレジット）

第9話 「利用する奴される奴」
- 清造 - 津川雅彦
- お順 - 磯野洋子
- およう - 日高澄子
- お新 - 山口朱美
- 佐々木半十郎 - 須永克彦
- 金次 - 遠山二郎
- 三吉 - 大橋壮多
- 海老屋喜左衛門 - 海老江寛
- 芳兵衛 - 真木祥次郎
- 客 - 田中圭介
- 居酒屋の少女 - 松本智子

第10話 「ぬの地ぬす人ぬれば色」
- おゆき - 鮎川いづみ
- 御広敷番 板倉新八 - 上野山功一
- 表使 おその - 加賀ちかこ
- お美代の方 - 北林早苗
- 御広敷用人 村瀬東吾 - 小林勝彦
- お仙 - 正司歌江
- 御客応答 添島 - 近江輝子
- 旗本(お美代の父) 森清武  - 湊俊一
- ゆきの父 弥助 - 春日俊二
- ゆきの許婚 友吉 - 中林章
- 岡っ引 音吉 - 藤沢薫
- 御年寄 浦尾 - 高木峯子
- 山野 - 黛康太郎
- 将軍 - 和田正信

第11話 「流刑のかげに仕掛あり」
- 目明し 鬼の岩蔵 - 今井健二
- 政 - 木村元
- 辰 - 滝譲二
- 有明屋孝兵衛 - 穂積隆信
- お甲 - 時美沙
- 番頭 清吉 - 古川ロック
- 高田屋吉右衛門 - 永野達雄
- おちか - 八代郷子
- 北町奉行 坂部和泉守 - 柳川清
- 同心　- 堀北幸夫
- 同心　- 美樹博
- 栄屋徳兵衛 - 藤川準

第12話 「女ひとりの地獄旅」
- 李麗花 - 佐野厚子
- 畠山藩藩主 畠山弾正少弼- 前田吟
- 畠山藩江戸詰家老 佐々木大膳 - 長谷川弘
- 東山勘三 - 五味龍太郎（2回目）
- 由里源八 - 井上茂
- 親衛隊士 - 宮川龍児
- 親衛隊士 - 三木昭八郎
- 親衛隊士 - 三村伸也
- 松平藩 家老- 西山辰夫
- 松平藩士 - 芦田鉄雄
- 骨董屋 - 笹吾郎
- 古道具屋 - 野崎善彦
- 仲間 - 松尾勝人
- 金持ちの男 - 岩田正

第13話 「悪いやつほどよく見える」
- 岩木藩士 多田兵助 - 林ゆたか
- 主膳の娘 冴 - 高樹蓉子
- 岩木藩江戸家老 榊原主膳 - 渥美国泰
- 女中 加世 - 笠原玲子
- 岩木藩用人 永井甚内 - 守田学哉
- 与力 原田 - 田畑猛雄
- 目明し - 神戸瓢介
- 油問屋 相生屋清右衛門 - 川口喬
- 同心 - 吉田聖一
- 同心 - 五十嵐義弘
- 患者 - 松田明
- 藩士 - 松尾勝人

第14話 「賭けた命のかわら版」
- すっぱ抜きの留造 - 石山律
- おそで - 神鳥ひろ子
- 伊助 - 寺島雄作（ノンクレジット）
- もみ消し屋 茂平 - 外山高士
- 廻船問屋 鳴海屋利三郎 - 川合伸旺
- 石材普請請負 安孫子屋忠兵衛 - 松本朝夫
- 奥右筆組頭 船津左衛門 - 汐路章
- お滝 - 芦沢孝子
- 卯平 - 重久剛
- ドス政 - 馬場勝義
- とら鮫 - 五十嵐義弘
- 奥右筆 小坂 - 北原将光
- 回船問屋 - 堀北幸夫
- 口入れ屋 - 森内一夫
- 頭領 - 加茂雅幹
- 御新造 - 太田優子

第15話 「夜がキバむく一つ宿」
- 雲水（大垣新兵衛） - 殿山泰司
- 鳥追い お銀 - 伊佐山ひろ子
- 横目付 高木精四郎 - 青山良彦
- 御側御用人娘 志乃 - 左時枝
- 職人 茂七 - 大森義夫
- 商人 六兵衛 - 梅津栄
- 百姓 多吉 - 牧冬吉
- 薬売り 弥助 - 堺左千夫
- 飛脚 常吉 - 島米八
- 勘定奉行 浅間進之丞 - 永田光男
- 江戸勤番 岡村仙右衛門 - 伊藤義高

第16話 「大悪党のニセ涙」
- 板前 仙八 - 森次浩司
- 万造 - 津坂浩史
- おしず - 京春上
- 政吉 - 西田良
- 源太 - 伝法三千雄
- 貞次郎 - 千代田進一
- おりん - 香月京子
- おみつ - 三田一枝
- 音松 - 芦田鉄雄
- 伝七 - 徳田実
- 三国屋 - 岩田正
- 仲居 - 三星東美
- 遣り手婆 - 高木峯子

第17話 「恋情すてて死の願い」
- お美弥 - 長谷川澄子
- お鈴 - 中田喜子
- 作次郎 - 高峰圭二
- 油問屋 上総屋清七 - 岩下浩
- 油問屋 堺屋 - 明石潮
- 吟味与力 永尾忠之 - 高野真二
- 但馬屋彦兵衛 - 真木祥次郎（ノンクレジット）

第18話 「備えはできたいざ仕置」
- 勘定組頭 加納十兵衛 - 高森玄
- 材木問屋 橘屋文左衛門 - 田口計
- 佐吉 - 中井啓輔
- おさと - 安倍玉絵(現・杉木葵)
- おさとの父 - 藤川準
- 丸岡の隠居 - 藤尾純
- 橘屋番頭 五助 - 出水憲司
- 筆頭与力 - 唐沢民賢（3回目）
- 大家 - 日高久
- 若い女 - 中森朋子
- 瀬田 - 美鷹健児
- 若い役人 - 松尾勝人
- 殺し屋 - 城義光
- 十兵衛の室 - 松本荷葉

第19話 「罪も憎んで人憎む」
- 後藤精一郎 - 川口恒
- 老中 秋山但馬守 - 伊丹十三
- 金座年寄 後藤庄三郎 - 加藤武
- 門田 - 金井進二
- おその - 今村京子
- 与力 - 唐沢民賢（4回目）
- 為造 - 海老江寛
- 仙太 - 井手良男
- 小吹 - 田中弘史
- 吉野 - 志賀勝
- 音造 - 日高久
- 喜作 - 藤沢薫
- 常吉 - 市川男女之助
- 弥助 - 芝田總二
- 虚無僧 - 黛康太郎

第20話 「狙う女を暗が裂く」
- 寅吉- 夏八木勲
- 蝶丸 - 真屋順子
- 両替商 坂倉屋 - 清水彰
- 和泉屋 - 沢村宗之助
- 伊勢屋 - 郡司良
- 留造 - 御影伸介
- 野次馬 - 松尾勝人
- 野次馬 - 山内八郎

第21話 「生木をさかれ生地獄」
- 仙吉 - 柴田侊彦
- 海産物問屋 備中屋久兵衛 - 浜田寅彦
- 勘定吟味方 平田石見守忠之 - 西沢利明
- お咲 - 西山恵子
- 用心棒 森田源八 - 五味龍太郎（3回目）
- 嘉平 - 武周暢
- 弥平 - 森秀人
- 同心 - 出水憲司
- 役人 - 三木昭八郎
- 役人 - 吉田聖一
- 浪人 - 丸尾好弘
- 浪人 - 横堀秀勝
- 門番 - 平井靖

第22話 「楽あれば苦あり親はなし」
- 野分の藤造（盗賊の首領）- 伊藤雄之助
- お波 - 朝丘雪路
- 清兵衛 - 白羽大介
- 新島小弥太 - 田中直行
- 伊之助 - 榊原大介
- 源次 - 千葉敏郎
- おまき - 三浦徳子
- 老婆すぎ - 木下サヨ子
- おみよ - 奈村佳代子
- 平吉 - 重久剛
- 新吉 - 新城邦彦
- 弥助 - 長岡三郎
- 一太郎 - 小庄義明
- 乾分 - 香西正人
- 乾分 - 山下勝玄

第23話 「無理を通して殺された」
- 村野俊介 - 村井国夫
- 揚羽のお蝶 - 野口ふみえ
- 彦助 - 有馬昌彦
- 代貸 乙松 - 池田忠夫
- 辰吉 - 北野拓也
- 寅 - 城義光
- 丑 - 広岡善四郎
- 酉造 - 米座貞弥
- 与力 - 唐沢民賢（5回目）
- 同心 - 出水憲司
- 牢番 - 波川進
- 囚人 - 宮川龍児
- 的の娘 - 黒木和代
- 口上役 - 佐々木松之丞

第24話 「疑う愛に迫る魔手」
- 大家 喜助（元盗賊・暗闇の菩薩） - 美川陽一郎
- おとよ - 瞳順子
- 隠し女郎屋元締 角屋金蔵 - 加藤和夫
- 角屋番頭 為吉 - 寺下貞信
- 普請方組頭 高島主馬 - 守田学哉
- 目明しの黒駒 - 玉生司朗
- 長屋の浪人 大羽大膳 - 古川ロック（2回目）
- お峰 - 小柳圭子
- 長屋の虎 -大橋壮多
- 長屋の松 - 松田明

第25話 「能なしカラス爪をトグ」
- 内藤秋絵 - 島かおり
- 内藤和馬 - 三木豊
- 松坂吉乃 - 浅茅しのぶ
- 松坂隆之助 - 坂本友章
- 書院番頭 小沼土佐守 - 入江正徳
- 林大学頭宗春 - 入江慎也
- 用心棒 黒川兵庫 - 浜伸二
- 塾長 島崎海山 - 相原巨典
- 魚屋 - 松尾勝人
- 松坂家 女中 - 内田真江

第26話 「お江戸華町未練なし」
- 仁王門の寅松 - 山本麟一
- おみ乃 - 原田あけみ
- 北町筆頭与力 塩見内膳 - 長谷川弘
- 南町筆頭与力 神島源之丞 - 外山高士（2回目）
- 寺社奉行組頭支配 沢井刑部  - 西山辰夫
- 乾分 辰三- 山本一郎
- 乾分 政 - 北野拓郎
- み乃の父 佐平 - 森秀人
- 同心 小林 - 出水憲司
- 同心 水谷 - 黛康太郎
- 水もらいの女房 - 八代郷子

## 殺し技
念仏の鉄
素手で悪人の背骨や首、腕、足の骨を外して絶命させる。その際は骨格が破壊される様子がレントゲン映像で描写される。
棺桶の錠
金属製の鏨（たがね）を手槍（ローチン）に変形させて、悪人の急所を刺す。補助的な体術として、琉球空手を使用する。
主に空高く跳躍して、悪人の首筋や急所に手槍を叩き込む戦法を用いる。第10話では防禦用として左手に手甲を装着した。
中村主水
大刀と脇差で悪人を斬る、刺す。
劇中では仕置を直接行わず、鉄たちの援護に回ることが多かった。第10話では例外的に十手術で相手を負傷させている。
第22話では悪人の体内へ床下から刀を突き通す床下突きを披露した。
最終話では刀の目利きを騙り、悪人の大刀を使って切腹に偽装する。これは後のシリーズで悪人が大物の場合などに使用する。

## スタッフ
- 制作 - 山内久司、仲川利久（朝日放送）、櫻井洋三（松竹）
- 監督 - 放送日程参照
- 脚本 - 放送日程参照
- 音楽 - 平尾昌晃
- 制作協力 - 京都映画撮影所（現・松竹撮影所）
- 制作 - 朝日放送、松竹株式会社

## 主題歌
- 三井由美子「やがて愛の日が」（ビクターレコード〈現・JVCケンウッド・ビクターエンタテインメント〉）
  - 作詞：茜まさお、作曲：平尾昌晃、編曲：竜崎孝路
  - TVサイズはレコードとして発売されたものと異なり、サビの部分で“ひとり二重唱”の形をとっている（ダブルトラックの項も参照）。
  - 最終話以外では、1番を使用。最終話では本編で歌が流れ初め、エンディングに繋ぐ形で、フルコーラスで使用された。

## 放送日程
- サブタイトルの頭文字で、いろは歌（「ゐ」は除く）になるようになっていた。

| 話数   | 放送日          | サブタイトル           | 脚本              | 監督     |
| ------ | --------------- | ---------------------- | ----------------- | -------- |
| 第1話  | 1973年 04月21日 | いのちを売ってさらし首 | 野上龍雄          | 貞永方久 |
| 第2話  | 4月28日         | 牢屋でのこす血のねがい | 國弘威雄 貞永方久 | 貞永方久 |
| 第3話  | 05月05日        | はみだし者に情なし     | 安倍徹郎          | 松本明   |
| 第4話  | 05月12日        | 人間のクズやお払い     | 野上龍雄          | 三隅研次 |
| 第5話  | 05月19日        | 仏の首にナワかけろ     | 山田隆之          | 大熊邦也 |
| 第6話  | 05月26日        | 塀に書かれた恨み文字   | 國弘威雄          | 松野宏軌 |
| 第7話  | 06月02日        | 閉じたまなこに深い渕   | 山田隆之          | 工藤栄一 |
| 第8話  | 06月09日        | 力をかわす露の草       | 猪又憲吾          | 松野宏軌 |
| 第9話  | 06月16日        | 利用する奴される奴     | 安倍徹郎          | 松本明   |
| 第10話 | 06月23日        | ぬの地ぬす人ぬれば色   | 國弘威雄          | 松野宏軌 |
| 第11話 | 06月30日        | 流刑のかげに仕掛あり   | 浅間虹児          | 國原俊明 |
| 第12話 | 07月07日        | 女ひとりの地獄旅       | 松田司            | 工藤栄一 |
| 第13話 | 07月14日        | 悪いやつほどよく見える | 浅間虹児          | 松野宏軌 |
| 第14話 | 07月21日        | 賭けた命のかわら版     | 三芳加也          | 工藤栄一 |
| 第15話 | 07月28日        | 夜がキバむく一つ宿     | 浅間虹児          | 蔵原惟繕 |
| 第16話 | 08月04日        | 大悪党のニセ涙         | 國弘威雄          | 工藤栄一 |
| 第17話 | 08月11日        | 恋情すてて死の願い     | 桜井康裕          | 長谷和夫 |
| 第18話 | 08月18日        | 備えはできたいざ仕置   | 勝目貴久          | 松野宏軌 |
| 第19話 | 08月25日        | 罪も憎んで人憎む       | 國弘威雄          | 蔵原惟繕 |
| 第20話 | 09月01日        | 狙う女を暗が裂く       | 鈴木安            | 田中徳三 |
| 第21話 | 09月08日        | 生木をさかれ生地獄     | 鴨井達比古        | 長谷和夫 |
| 第22話 | 09月15日        | 楽あれば苦あり親はなし | 猪又憲吾          | 松本明   |
| 第23話 | 09月22日        | 無理を通して殺された   | 松田司            | 松野宏軌 |
| 第24話 | 09月29日        | 疑う愛に迫る魔手       | 松川誠            | 長谷和夫 |
| 第25話 | 10月06日        | 能なしカラス爪をトグ   | 鴨井達比古        | 工藤栄一 |
| 第26話 | 10月13日        | お江戸華町未練なし     | 梅林喜久生        | 工藤栄一 |

## ネット局
系列は放送当時のもの。
| 放送対象地域   | 放送局              | 系列                           | 備考                                             |
| -------------- | ------------------- | ------------------------------ | ------------------------------------------------ |
| 近畿広域圏     | 朝日放送（ABC）     | TBS系列                        | 制作局                                           |
| 関東広域圏     | 東京放送（TBS）     | TBS系列                        | 現・TBSテレビ                                    |
| 北海道         | 北海道放送（HBC）   | TBS系列                        |                                                  |
| 青森県         | 青森テレビ（ATV）   | NET系列 TBS系列                | [ 24 ]                                           |
| 岩手県         | 岩手放送（IBC）     | TBS系列                        | 現・IBC岩手放送                                  |
| 宮城県         | 東北放送（TBC）     | TBS系列                        |                                                  |
| 秋田県         | 秋田放送（ABS）     | 日本テレビ系列                 |                                                  |
| 山形県         | 山形放送（YBC）     | 日本テレビ系列                 |                                                  |
| 福島県         | 福島テレビ（FTV）   | TBS系列 フジテレビ系列         |                                                  |
| 山梨県         | テレビ山梨（UTY）   | TBS系列                        |                                                  |
| 新潟県         | 新潟放送（BSN）     | TBS系列                        |                                                  |
| 長野県         | 信越放送（SBC）     | TBS系列                        |                                                  |
| 静岡県         | 静岡放送（SBS）     | TBS系列                        |                                                  |
| 富山県         | 富山テレビ（T34）   | フジテレビ系列                 |                                                  |
| 石川県         | 北陸放送（MRO）     | TBS系列                        |                                                  |
| 福井県         | 福井テレビ（FTB）   | フジテレビ系列                 |                                                  |
| 中京広域圏     | 中部日本放送（CBC） | TBS系列                        | 現・CBCテレビ                                    |
| 鳥取県・島根県 | 山陰放送（BSS）     | TBS系列                        |                                                  |
| 岡山県         | 山陽放送（RSK）     | TBS系列                        | 現・RSK山陽放送 当時の放送免許エリアは岡山県のみ |
| 広島県         | 中国放送（RCC）     | TBS系列                        |                                                  |
| 山口県         | テレビ山口（TYS）   | TBS系列 フジテレビ系列 NET系列 | [ 26 ]                                           |
| 徳島県         | 四国放送（JRT）     | 日本テレビ系列                 |                                                  |
| 愛媛県         | 南海放送（RNC）     | 日本テレビ系列                 |                                                  |
| 高知県         | テレビ高知（KUTV）  | TBS系列                        |                                                  |
| 福岡県         | RKB毎日放送（RKB）  | TBS系列                        |                                                  |
| 長崎県         | 長崎放送（NBC）     | TBS系列                        |                                                  |
| 熊本県         | 熊本放送（RKK）     | TBS系列                        |                                                  |
| 大分県         | 大分放送（OBS）     | TBS系列                        |                                                  |
| 宮崎県         | 宮崎放送（MRT）     | TBS系列                        |                                                  |
| 鹿児島県       | 南日本放送（MBC）   | TBS系列                        |                                                  |
| 沖縄県         | 琉球放送（RBC）     | TBS系列                        |                                                  |

## 備考
- 第1話の冒頭は大雨で、野上龍雄の脚本によれば、当初は「強風ーー黄塵が濛々と画面を覆う～」とあり、必殺シリーズの原点であるマカロニウエスタンの様な画面であったが、石原興は勝新太郎 主演の映画『続悪名』（田中徳三監督）にヒントを得て、大雨に変更となった[27]。
- 本作は佐々木守が参加する予定だったが未参加となった[28]。
- 前作の『必殺仕掛人』に参加した深作欣二は本作の企画会議に参加しており、プロデューサーの山内久司が提案して反対意見が多かった藤田まことの起用に賛成した。その上で本作に演出参加の予定があったが映画『仁義なき戦い』の撮影と重なり、未参加となった[29][30]。
- 日本映画史・時代劇研究家の春日太一は著書『時代劇ベスト100 』(光文社新書) で「これだけは押さえておきたい40本」として、本作を『必殺仕掛人』と共に入れた[31]。

## 前後番組
| 朝日放送制作・TBS系 土曜22時枠              | 朝日放送制作・TBS系 土曜22時枠                | 朝日放送制作・TBS系 土曜22時枠                |
| 前番組                                      | 番組名                                        | 次番組                                        |
| ------------------------------------------- | --------------------------------------------- | --------------------------------------------- |
| 必殺仕掛人 （1972年9月2日 - 1973年4月14日） | 必殺仕置人 （1973年4月21日 - 1973年10月13日） | 助け人走る （1973年10月20日 - 1974年6月22日） |